# جويل لوبيز
جويل لوبيز (بالفرنسية: Joël Lopez)‏ (30 أكتوبر 1960 في فرنسا - ) هو مدرب كرة قدم ولاعب كرة قدم فرنسي في مركز الوسط. لعب مع جيروندان بوردو ونادي باو ونادي شاتورو ونادي ميلوز وOlympique Thonon Chablais ‏.

## وصلات خارجية
- جويل لوبيز على موقع قاعدة بيانات كرة القدم.إي يو (الإنجليزية)